# Francis Teke Lysinge
Francis Teke Lysinge, né le 28 décembre 1938 à Muea, est un prélat catholique camerounais, premier évêque de Mamfé.

## Biographie
Il est ordonné prêtre le 17 avril 1966. Le 21 avril 1999, Jean-Paul II le nomme évêque de Mamfé, charge qu'il occupe jusqu'à sa retraite le 25 janvier 2014. Mgr Andrew Nkea Fuanya lui succède.